# Вацлав Вострел
Вацлав Вострел – Васо (Павловац, код Грубишног Поља, 17. септембар 1904 — Клокочак, код Ораховице, фебруар 1942) био је учесник Народноослободилачке борбе и народни херој Југославије.

## Биографија
Рођен је 17. септембра 1904. године у Павловцу код Грубишног Поља. Отац му се пре Првог светског рата доселио из Чешке у Павловац. Уз њега је Вацлав изучио ковачки занат и бавио се земљорадњом. Године 1920, породица Вострел одселила се у Купинец.
После очеве смрти, 1932. године, Вацлав и његова браћа одселили су се у Чемерницу близу Вировитице. Ту је радио као ковач и обрађивао земљу. Активно је деловао у друштву „Чешка беседа“ у Вировитици, где је упознао старог комунисту Бендака. Вацлав се преко њега упознао са програмом Комунистичке партије Југославије и прикључио се радничком покрету. Повазао се с лево оријентисаним учитељима из Вировитице и с њима организовао низ огранака „Сељачког кола“ у Хаџићеву, Пчелићу, Борови и осталим местима. Јула 1939. године, Вацлав је примљен за члана Комунистичке партије Југославије. Убрзо је био изабран за члана Котарског комитета КПХ за Вировитицу. Године 1940, у Чемерници је основао ћелију КПХ.
После окупације Југославије 1941, Вацлав је, по наговору др Павла Грегорића, тих дана у Купинцу посетио Влатка Мачека на његову имању да га наговори на сарадњу с КПЈ, али је Мачек све предлоге одбио. Када су усташе у лето 1941. године започеле са присилним исељавањем Срба из околине Вировитице, Вацлав је учествовао у њиховој заштити и ублажавању репресије над њима. Због тога је, августа 1941, заједно са дванаесторицом другова, био ухапшен под оптужбом да је бранио Србе. Ускоро је због недостатка доказа био пуштен из затвора. После убиства секретара котарског комитета КПХ за Вировитицу, Бендака, Вацлав је преузео његову дужност. У то време, заједно с Павлом Грегорићем, организатором оружаног устанка у Славонији, Вацлав је учествовао на бројним састанцима и конференцијама на којима се договарала организација и ток устанка. Био је и у сталним везама са првим партизанским групама.
Почетком 1942. године, Вацлав је био изабран за секретара Окружног комитета КПХ за Бјеловар. У то су време били учестали напади партизанских јединица и повећан број диверзија на непријатељске објекте, али и учестали походи усташких јединица на партизане. У једном од тих похода, усташама се предао један борац који је описао Вацлава и места по којима се кретао. Тако су га усташе ухапсиле у Чемерници 4. фебруара 1942. године. Неколико дана касније, убили су га селу Клокочаку, недалеко од Ораховице.
Указом Президијума Народне скупштине Федеративне Народне Републике Југославије, 20. децембра 1951. године, проглашен је за народног хероја.